# Шушикенд
Шушике́нд (азерб. Şuşikənd), иногда Шушаке́нд (азерб. Şuşakənd), — село в Ходжалинском районе Азербайджана, село является центром одноимённого сельского административно-территориального округа.

## География
Село Шушикенд (или Шушакенд) является центром Шушикендского (или Шушакендского) сельского административно-территориального округа Ходжалинского района, при этом в состав этого сельского административно-территориального округа входят также и сёла Дашкенд и Мухтар.

## История
Армянский автор М. Саркисян отождествляет «деревню Шушу области Амарас», упомянутую в рукописи 1428 года, с современным селом Шушикенд.
В советский период на 1 января 1977 года село входило в состав Степанакертского района Нагорно-Карабахской автономной области (НКАО) Азербайджанской ССР. Указом Президиума Верховного Совета Азербайджанской ССР от 15 мая 1978 года было постановлено утвердить решение исполнительного комитета областного Совета народных депутатов Нагорно-Карабахской автономной области о переносе центра Степанакертского района из города Степанакерт (ныне Ханкенди) в рабочий посёлок Аскеран и переименовании Степанакертского района в Аскеранский район. В результате село Шушикенд оказалось в составе Аскеранского района НКАО Азербайджанской ССР.
2 сентября 1991 года на совместной сессии Нагорно-Карабахского областного и Шаумяновского районного Советов народных депутатов была принята Декларация о провозглашении Нагорно-Карабахской Республики в границах Нагорно-Карабахской автономной области (НКАО) и сопредельного Шаумяновского района Азербайджанской ССР.
26 ноября 1991 года Верховный Совет Азербайджанский Республики принял закон «Об упразднении Нагорно-Карабахской автономной области Азербайджанской Республики». В этом законе было постановлено помимо упразднения Нагорно-Карабахской Автономной Области (НКАО), в том числе также и упразднение Аскеранского района, образование Ходжалинского района с центром в городе Ходжалы и передача территории упразднённого Аскеранского района в состав Ходжалинского района. В настоящее время село Шушикенд (или Шушакенд) является центром одноимённого сельского административно-территориального округа Ходжалинского района Азербайджана.
В результате Карабахского конфликта, село в 1992 году было занято армянскими вооружёнными формированиями и стало контролироваться непризнанной Нагорно-Карабахской Республики (НКР). Согласно административно-территориальному делению Нагорно-Карабахской Республики село располагалось в Аскеранском районе НКР и называлось Шош (арм. Շոշ).
9 ноября 2020 года во время Второй Карабахской войны Президент Азербайджана Ильхам Алиев объявил о восстановлении Вооружёнными Силами Азербайджана контроля над селом, но после подписания Трёхстороннего Заявления в ночь с 9 по 10 ноября 2020 года село, по данным правительства Армении, осталось под контролем властей НКР, а под контроль Азербайджана перешли сельскохозяйственные территории села. 14 ноября в районе села был размещён наблюдательный пост № 8 (с 14 по 17 ноября именовался как № 4) миротворческого контингента вооружённых сил России.
В результате боевых действий произведённых Вооружёнными Силами Азербайджана в Карабахе 19-20 сентября 2023 года, село было возвращено под контроль Азербайджана.
20 декабря 2023 года президент Азербайджана Ильхам Алиев посетил Ходжалинский район и осмотрел территорию этого села.

## Население
Согласно Кавказскому календарю на 1910 г., население села к 1908 г. составляло 2 700 человек, в основном армяне. В 1911 году — 2 425 человек, армяне, а к началу 1914 года указано 2 626 человек, так же преимущественно армяне.
По состоянию на 1 января 1933 года в селе проживало 1742 человека (434 хозяйства), все — армяне.
Согласно данным переписи населения, проведённой в непризнанной бывшей НКР в 2005 году, численность наличного населения села Шош составляла 527 человек, постоянного — 544 человека.

## Экономика
Территория села обладает туристическим и сельскохозяйственным потенциалом.

## В искусстве
Шушикенду посвящена повесть карабахского писателя Леонида Гурунца «Наш милый Шушикенд» (1974).